# تحالف أرابيسك
تحالف أرابيسك هو تحالف طيران قام الاتحاد العربي للنقل الجوي بإنشائه عام 2005 على بناء تحالف شركات طيران إقليمي تحت اسم تحالف أرابيسك (Arabesk). وبدأ العمل الرسمي لهذا التحالف في مطلع عام 2008، وستقوم الثمان شركات بالعمل على دمج جداول رحلاتهم لإيجاد طرق تحول ملائمة بين شبكات الطيران الخاصة بكل شركة، وكل شركة سيكون متاح لها 500 وجهة طيران حول العالم، وكل شركة سيكون متاح لها بيع تذاكر طيرانها من خلال منافذ الشركات الأخرى وإلى أي مكان، التحالف سيكون على شاكلة التحالف القائم بين خطوط كونتيننتال الجوية والخطوط الجوية الشمالية الغربية (Northwest Airlines) وخطوط دلتا الجوية.

## الأعضاء
| شركة الطيران                   | الدولة                   | مركز العمليات                  |
| ------------------------------ | ------------------------ | ------------------------------ |
| مصر للطيران                    | مصر                      | ميناء القاهرة الجوي            |
| الاتحاد للطيران                | الإمارات العربية المتحدة | مطار أبوظبي الدولي             |
| طيران الخليج                   | البحرين                  | مطار البحرين الدولي            |
| طيران الشرق الأوسط             | لبنان                    | مطار بيروت رفيق الحريري الدولي |
| الطيران العماني                | سلطنة عمان               | مطار مسقط الدولي               |
| الملكية الأردنية               | الأردن                   | مطار الملكة علياء الدولي       |
| الخطوط الجوية العربية السعودية | السعودية                 | مطار الملك عبد العزيز الدولي   |
| الخطوط التونسية                | تونس                     | مطار تونس قرطاج الدولي         |
| الخطوط الجوية اليمنية          | اليمن                    | مطار صنعاء الدولي              |